# لهجة

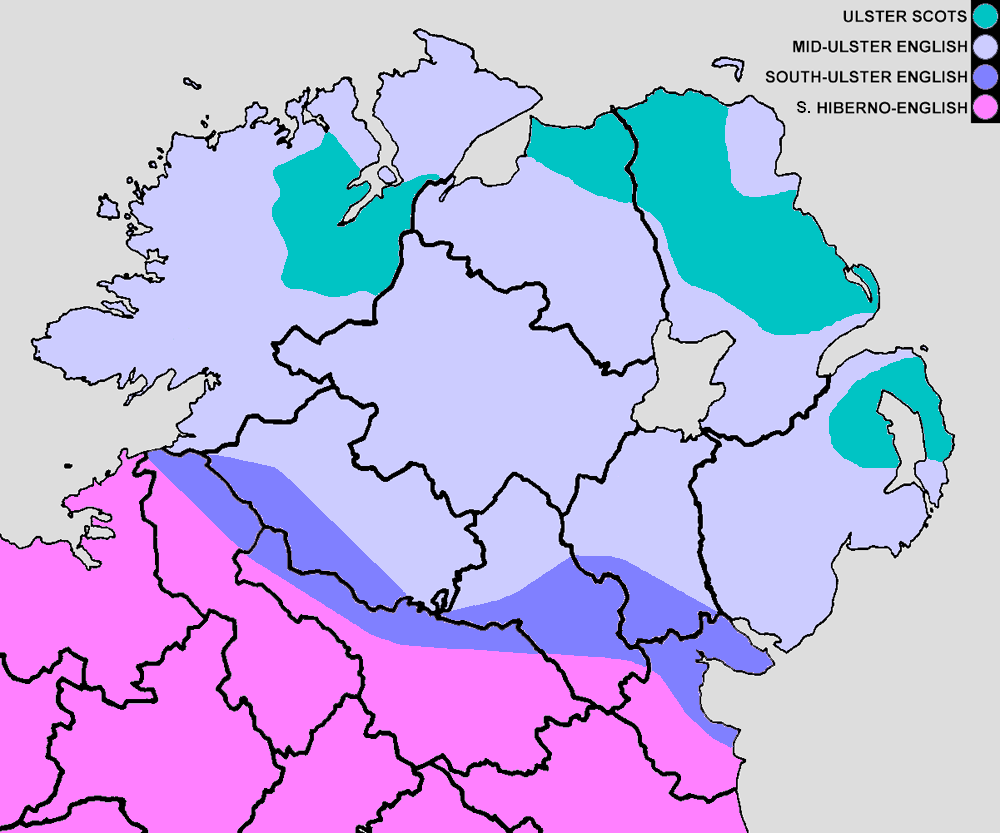

في اللسانيات، اللهجة هي مجموعة من الصفات اللغوية التي تنتمي إلى بيئة خاصة، ويشترك في هذه الصفات اللغوية جميع أفراد هذه البيئة. وبيئة اللهجة هي جزء من بيئة أوسع وأشمل تضم عدة لهجات تشترك جميعا في مجموعة من الظواهر اللغوية وهو ما اصطلح على تسميته لغة، ويتيسر للمجموعات التي تتحدث لهجات مختلفة ولغة واحدة التواصل بعضهم ببعض وفهم ما يدور بينهم من حديث بقدر الرابطة التي تربط تلك اللهجات. وتختلف اللهجات بطريقة لفظ كلمات معينة. تخص مجموعة من الأشخاص وتميزهم عن المجموعات الأخرى.

## تاريخ
عندما بدأ الإنسان الانتشار في أنحاء العالم، والانقسام إلى جماعات منعزلة، بدأت هذه الجماعات تتخذ لهجات مختلفة.

## لهجات الشرق الأوسط وشمال إفريقيا
على المستوى العربي هناك العديد من اللهجات المختلفة. ويمكن تقسيمها إلى مجموعات رئيسية تتفرع منها فروع أخرى.. مثلا:
- لهجة خليجية: وقد تبدو للبعض متشابهة إلا انها في الواقع تختلف ويستطيع أهل المنطقة التفريق بينها. مثل اللهجة السعودية واللهجة البحرينية واللهجة العمانية واللهجة الإماراتية واللهجة الكويتية واللهجة القطرية.
- اللهجات العراقية: اللهجة البغدادية واللهجة البصرية والأنبارية والتكريتية والموصليّة.
- اللهجات السورية: اللهجة الشامية التي تشمل دمشق وأرياف دمشق ومحيطها واللهجة الحموية واللهجة الحمصية واللهجة اللاذقانية واللهجة الإدلبية واللهجة الجزراوية.
- اللهجات اللبنانية: لهجة جبل لبنان واللهجة الجنوبية واللهجة البقاعية واللهجة البيروتية واللهجة الطرابلسية
- اللهجات الأردنية: تشمل اللهجة الحورانية والبدوية والمدنية واللهجة العقباوية
- اللهجة الحورانية: يتكلم بها أهالي سهول حوران - من إربد إلى درعا مرورا بالرمثا والجولان
- اللهجات الفلسطينية: وتشمل اللهجة المقدسية واللهجة الخليلية واللهجة النابلسية واللهجة الفلاحية واللهجة الغزاوية واللهجة الساحلية لأهل اللد والرملة وحيفا ويافا
- اللهجات اليمنية: وتشمل اللهجة الحضرمية واللهجة التعزية واللهجة الصنعانية
- اللهجات السعودية: منها اللهجة الحجازية وتشمل أكثر من لهجة متقاربة: (المكاوية الجداوية والينبعية المدنية)، واللهجة البدوية والتي تسمى أيضاً باللهجة النجدية واللهجة القصيمية واللهجة الشمالية واللهجة الجنوبية بعسير والباحة واللهجة الشرقية واللهجة الجازانية

اللهجات السعودية أقرب اللهجات للفصحى[وفقًا لِمَن؟] كون الجزيرة العربية هي الموطن الأصلي للقبائل العربية، وسكانها هم الأقل اختلاطاً بغير العرب (حتى خمسينيات القرن الماضي) وبسبب الطبيعة الجغرافية والطبيعة الاجتماعية حيث أن غالبية السعوديون كانوا فيما مضى بدو رحل في الصحراء لا يختلطون بغير أفراد قبيلتهم إلا نادراً. ولذلك توجد في السعودية بعض المفردات التي اندثر استخدامها بين غالب العرب ولم يعد يستخدمها غيرهم، كما أن السعودية لا تزال تحتفظ بغالبية اللهجات العربية القديمة التي لم تعد تستخدم فيما سواها.
في السعودية لهجات رئيسية سائدة، مازالت تستخدم حتى اليوم، ومن أهم تلك اللهجات ومناطق تمركزها: الحجازية في المنطقة الغربية والنجدية في المنطقة الوسطى ولهجة خليجية في المنطقة الشرقية ولهجة جنوبية في المنطقة الجنوبية. وهذه اللهجات قد تتفرع منها لهجات أخرى وهي:
لهجات نجدية:
- لهجات شمال نجد:
  - اللهجة القصيمية
  - اللهجة الحائلية
- لهجة حاضرة (الرياض – الوشم)،
- لهجة بادية نجد (عتيبة، مطير، بني رشيد، سبيع، السهول، حرب، الفضول)
- الدواسر(السليل)، حوطة بني تميم، أهل الخرج.

لهجات شمالية:
عنزة (الحدود الشمالية)، الشرارات (القريات)، الحويطات (حقل)، بني عطية (تبوك).
اللهجات الحجازية:
```
الحجاز حاضرة (مكة، جدة)، تهامة الحجاز (ما بين الحرمين) وهم جهينة وبني رشيد وبني سليم وحرب وبلي وباقي القبائل في هذه الحدود.
```

اللهجات الجنوبية:
```
بني مالك (بجيله) وغامد وزهران (الباحة)،وعسير ورجال الحجر (بني شهر وبني عمرو وبللحمر وبللسمر)، شمران وبلقرن، شهران العريضة (ما بين بيشة وأبها)، قحطان، تهامة عسير (أشهرها رجال المع، محايل عسير، بارق)، جازان ومحافظاتها – صامطة – أبو عريش – صبيا، جبال فيفاء والحقو والقهر والريث، بني يام وآل مرة في (نجران)، المهرة (جنوب الربع الخالي في الخرخير وعبيلة وشوالة).
```

لهجات المنطقة الشرقية:
```
العجمان، بني هاجر (الهواجر)، ال مرة، القطيف وقراها، الحساوية (الأحساء وقراها).
[
2
]
```

- اللهجات المصرية:
- اللهجات الليبية: لهجة إقليم الغرب (طرابلس) ولهجة إقليم الشرق(برقة) ولهجة إقليم الجنوب(فزان)
- اللهجات التونسية:
- اللهجات الجزائرية:
- اللهجات المغربية: اللهجات العربية: (الحسانية، الشمالية، المراكشية، الفلالية، الوجدية، الفاسية). اللهجات الأمازيغية:( الريفية، السوسية، أمازيغية الاطلس المتوسط).
- اللهجات الموريتانية: